# 北小松駅
北小松駅（きたこまつえき）は、滋賀県大津市北小松にある、西日本旅客鉄道（JR西日本）湖西線の駅である。駅番号はJR-B18。
湖西線の当駅から大津京駅までは大津市内に位置する。

## 歴史
- 1974年（昭和49年）7月20日：日本国有鉄道湖西線の開通と同時に開業[2]。旅客のみを取り扱う駅員無配置駅[3]。
- 1987年（昭和62年）4月1日：国鉄分割民営化により、西日本旅客鉄道の駅となる[4]。
- 2006年（平成18年）10月21日：ICカード「ICOCA」の利用が可能となる。
- 2009年（平成21年）7月1日：アーバンネットワーク各駅共通で当駅も終日全面禁煙化。
- 2011年（平成23年）3月12日：ダイヤ改正に伴い、快速列車が停車するようになる。
- 2018年（平成30年）3月17日：駅ナンバリングが導入され、使用を開始。
- 2025年（令和7年）
  - 7月31日：出札窓口の営業を終了[5]。
  - 8月1日：終日無人化[5]。

## 駅構造

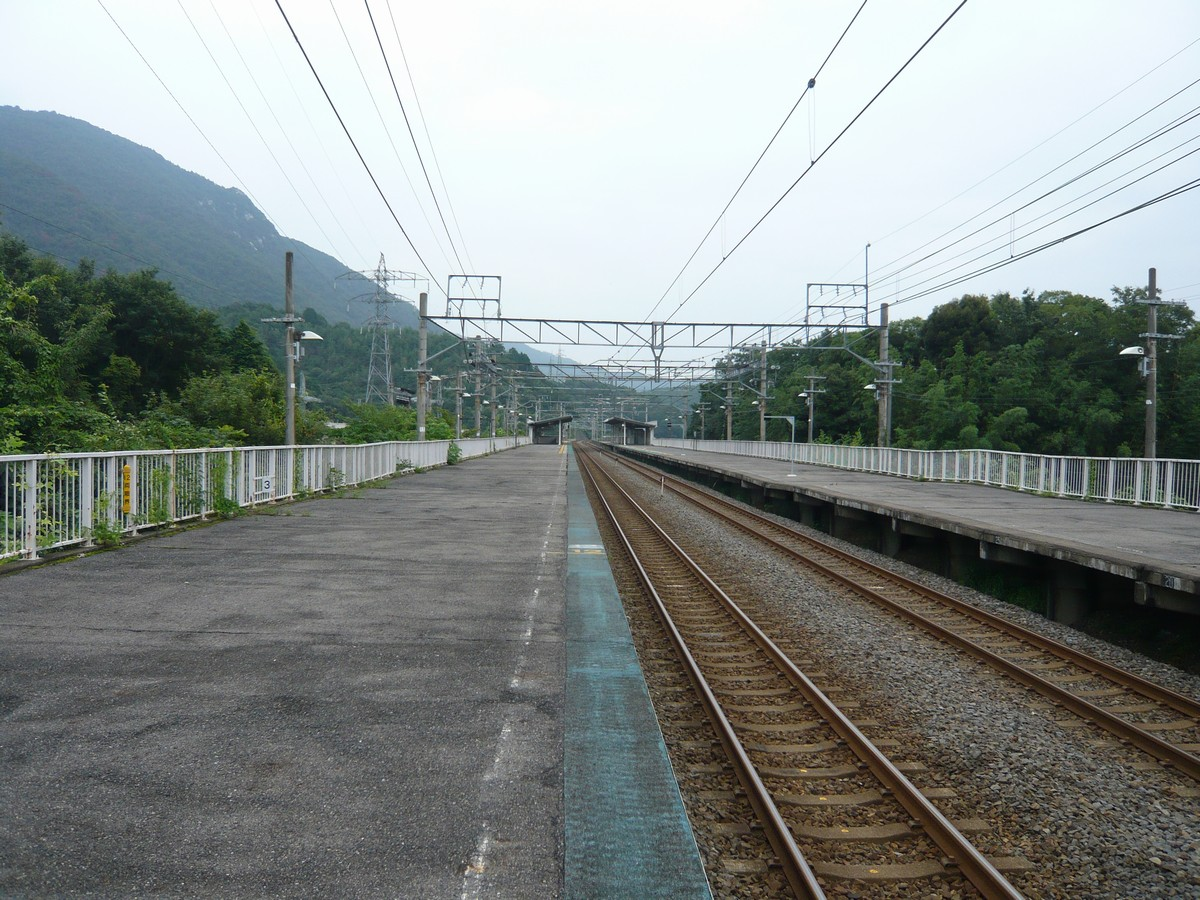
ホーム（2007年8月）

相対式ホーム2面2線を持つ高架駅。分岐器や絶対信号機を持たないため、停留所に分類される。駅東側からのみ出入り可能。
堅田駅が管理する無人駅。ICOCA利用可能駅である（相互利用可能ICカードはICOCAの項を参照）。
当駅以北は自動改札機は設置されていない（当駅 - 近江塩津駅間は、ICOCA等のICカード専用カードリーダーのみが置かれる）。

### のりば
| のりば | 路線   | 方向 | 行先               |
| ------ | ------ | ---- | ------------------ |
| 1      | 湖西線 | 下り | 近江今津・敦賀方面 |
| 2      | 湖西線 | 上り | 堅田・京都方面     |

## 利用状況
「滋賀県統計書」によると、1日平均の乗車人員は以下の通りである。JR西日本の移動等円滑化取組報告書によれば、2023年度の1日当たりの利用者数は502人。
| 年度   | 1日平均 乗車人員 | 出典        |
| ------ | ---------------- | ----------- |
| 1992年 | 434              | [ 統計 2 ]  |
| 1993年 | 420              | [ 統計 3 ]  |
| 1994年 | 405              | [ 統計 4 ]  |
| 1995年 | 417              | [ 統計 5 ]  |
| 1996年 | 432              | [ 統計 6 ]  |
| 1997年 | 437              | [ 統計 7 ]  |
| 1998年 | 436              | [ 統計 8 ]  |
| 1999年 | 462              | [ 統計 9 ]  |
| 2000年 | 446              | [ 統計 10 ] |
| 2001年 | 444              | [ 統計 11 ] |
| 2002年 | 436              | [ 統計 12 ] |
| 2003年 | 442              | [ 統計 13 ] |
| 2004年 | 433              | [ 統計 14 ] |
| 2005年 | 431              | [ 統計 15 ] |
| 2006年 | 425              | [ 統計 16 ] |
| 2007年 | 426              | [ 統計 17 ] |
| 2008年 | 428              | [ 統計 18 ] |
| 2009年 | 408              | [ 統計 19 ] |
| 2010年 | 392              | [ 統計 20 ] |
| 2011年 | 388              | [ 統計 21 ] |
| 2012年 | 379              | [ 統計 22 ] |
| 2013年 | 398              | [ 統計 23 ] |
| 2014年 | 379              | [ 統計 24 ] |
| 2015年 | 378              | [ 統計 25 ] |
| 2016年 | 363              | [ 統計 26 ] |
| 2017年 | 339              | [ 統計 27 ] |
| 2018年 | 397              | [ 統計 28 ] |
| 2019年 | 361              | [ 統計 29 ] |
| 2020年 | 254              | [ 統計 30 ] |
| 2021年 | 247              | [ 統計 31 ] |
| 2022年 | 242              | [ 統計 32 ] |

## 駅周辺
旧・志賀町の最北端にある駅。かつては駅から少し離れた東側を江若鉄道が通っていた（先述）が、現在はその線路跡に沿って国道161号バイパス（琵琶湖西縦貫道路）の建設が進められている。
国道161号はその東側を通り、北小松漁港から勝野南ランプ（国道161号高島バイパス）は一部を除き、琵琶湖沿いを通る。駅西側は比良山地となっているが、駅付近には寺が2つある。山の方へ進むと比良げんき村があり、そこから登山道を経由すると楊梅の滝に至る。
- 大津市小松市民センター
- 志賀小松郵便局
- 大津北警察署小松警察官駐在所
- 北小松水泳場
- 北小松漁港
- 種徳禅寺[9]
- 嶌頭山徳勝寺[10]
- 比良げんき村[11]
- 楊梅の滝
- 樹下神社
- 天理教太湖分教会
- 同志社びわこリトリートセンター
- 国道161号
- 滋賀県道307号北小松大物線
- 滋賀県道601号守山大津志賀自転車道線 - 当駅付近は滋賀県道307号線と重複。

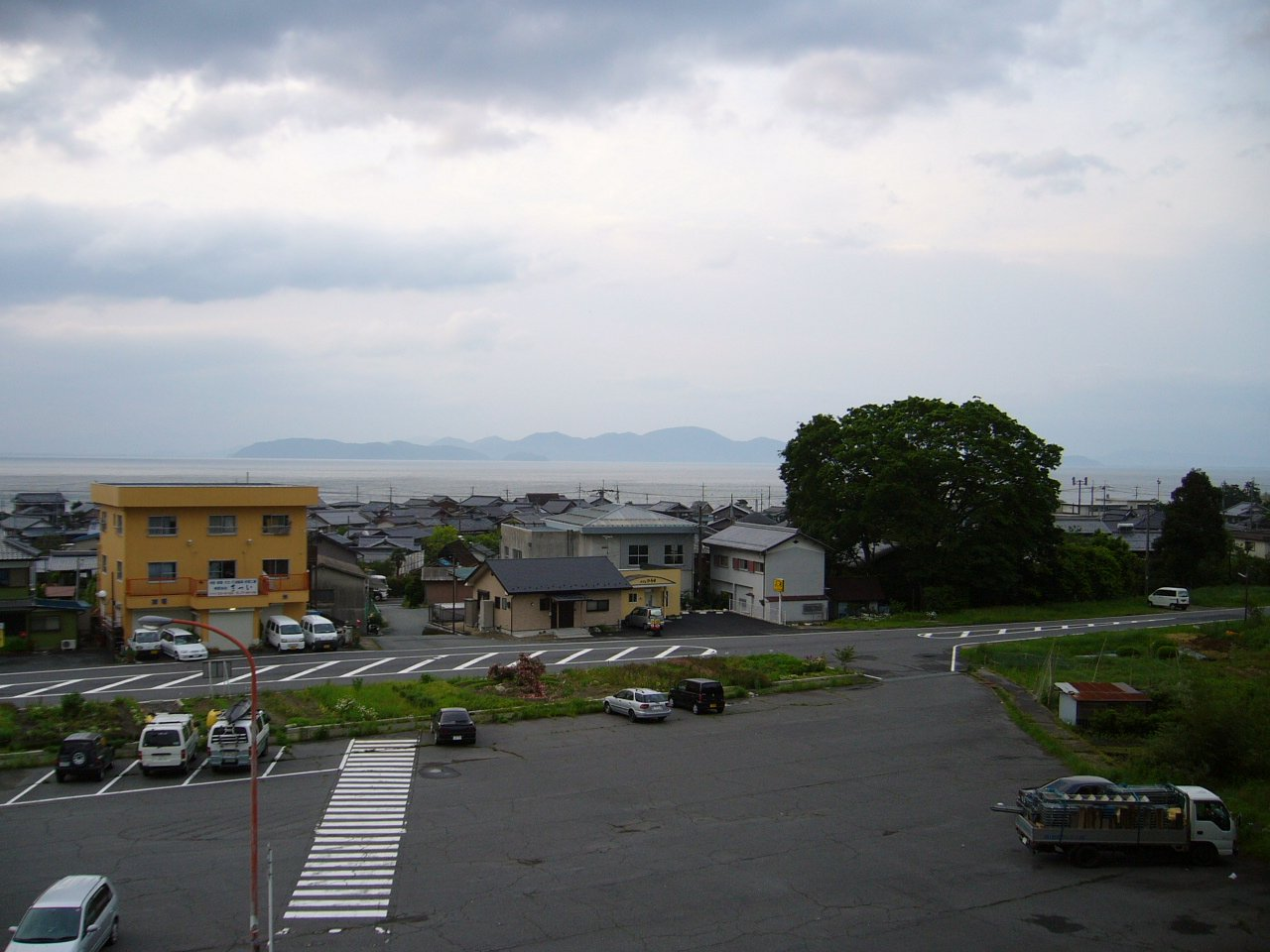
上りホームから琵琶湖を望む
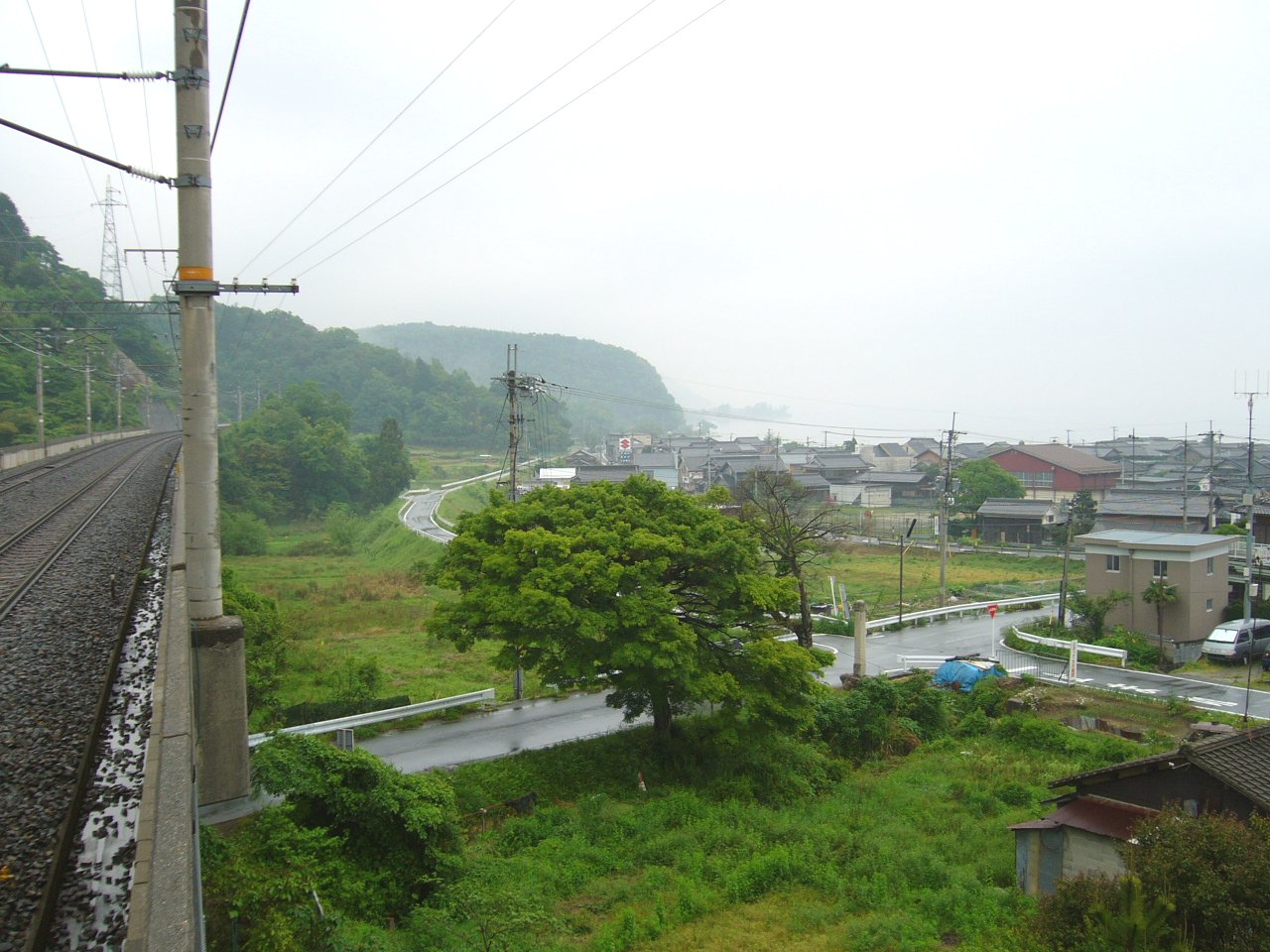
上りホーム北端から近江今津方面を望む

## バス路線
駅前に江若交通「北小松駅」停留所を設けているが、定期路線の発着は設定されていない。白鬚神社の秋季大祭にあたる、白鬚まつりの開催日（9月5日）は高島今津線の臨時バス（243系統：近江高島駅行き）が運行される。

## 隣の駅
西日本旅客鉄道（JR西日本）
 湖西線
■新快速・■快速・■普通
近江高島駅 (JR-B17) - 北小松駅 (JR-B18) - 近江舞子駅 (JR-B19)

### 記事本文
1. 1 2 3 4  『週刊 JR全駅・全車両基地』 02号 大阪駅・神戸駅・鶴橋駅ほか77駅、朝日新聞出版〈週刊朝日百科〉、2012年8月12日、26頁。
2. ↑  「日本国有鉄道公示第90号」『官報』1974年7月5日。
3. ↑  「通報 ●湖西線山科・近江塩津間の開業について（旅客局）」『鉄道公報』日本国有鉄道総裁室文書課、1974年7月5日、3頁。
4. ↑  朝日新聞出版分冊百科編集部 編『週刊 歴史でめぐる鉄道全路線 国鉄・JR』 42号 阪和線・和歌山線・桜井線・湖西線・関西空港線、曽根悟 監修、朝日新聞出版〈週刊朝日百科〉、2010年5月16日、26頁。
5. 1 2  「北小松駅 | 駅情報：JRおでかけネット」西日本旅客鉄道。2025年7月1日時点のオリジナルよりアーカイブ。2025年7月1日閲覧。
6. 1 2  “北小松駅|時刻表”.   西日本旅客鉄道. 2022年9月16日閲覧。
7. ↑  『一般国道161号 小松拡幅』（PDF）（レポート）国土交通省近畿地方整備局、2012年9月。2022年10月1日閲覧。
8. ↑  『国道161号小松拡幅の北小松トンネル（仮称）が貫通しました ～ １日も早い開通に向け工事が順調に進んでいます ～』（PDF）（プレスリリース）国土交通省近畿地方整備局、2021年6月17日。2022年10月1日閲覧。
9. ↑  “種徳禅寺（北小松）”. 大津のかんきょう宝箱.   大津市. 2022年10月1日時点のオリジナルよりアーカイブ。2023年10月10日閲覧。
10. ↑  “徳勝寺 | 滋賀県大津市”. 八百万の神.   INFO UNITE. 2023年10月10日閲覧。
11. ↑  “比良げんき村”. キャンプと星空とアスレチックの比良げんき村.   比良げんき村. 2022年10月8日閲覧。
12. ↑  “白鬚神社例祭臨時バス運行時刻表” (PDF).   江若交通 (2023年8月21日). 2023年8月21日時点のオリジナルよりアーカイブ。2023年9月25日閲覧。

### 利用状況
1. 1 2  “移動等円滑化取組報告書（鉄道駅）（令和5年度）”.   西日本旅客鉄道. 2025年3月15日閲覧。
2. ↑  平成4年滋賀県統計書[リンク切れ]
3. ↑  平成5年滋賀県統計書 (PDF)
4. ↑  平成6年滋賀県統計書 (PDF)
5. ↑  平成7年滋賀県統計書 (PDF)
6. ↑  平成8年滋賀県統計書 (PDF)
7. ↑  平成9年滋賀県統計書[リンク切れ]
8. ↑  平成10年滋賀県統計書 (PDF)
9. ↑  平成11年滋賀県統計書 (PDF)
10. ↑  平成12年滋賀県統計書 (PDF)
11. ↑  平成13年滋賀県統計書 (PDF)
12. ↑  平成14年滋賀県統計書 (PDF)
13. ↑  平成15年滋賀県統計書 (PDF)
14. ↑  平成16年滋賀県統計書 (PDF)
15. ↑  平成17年滋賀県統計書 (PDF)
16. ↑  平成18年滋賀県統計書 (PDF)
17. ↑  平成19年滋賀県統計書 (PDF)
18. ↑  平成20年滋賀県統計書 (PDF)
19. ↑  平成21年滋賀県統計書 (PDF)
20. ↑  平成22年滋賀県統計書 (PDF)
21. ↑  平成23年滋賀県統計書 (PDF)
22. ↑  平成24年滋賀県統計書 (PDF)
23. ↑  平成25年滋賀県統計書 (PDF)
24. ↑  平成26年滋賀県統計書 (PDF)
25. ↑  平成27年滋賀県統計書 (PDF)
26. ↑  平成28年滋賀県統計書 (PDF)
27. ↑  平成29年滋賀県統計書 (PDF)
28. ↑  平成30年滋賀県統計書 (PDF)
29. ↑  令和元年滋賀県統計書 (PDF)
30. ↑  令和2年滋賀県統計書 (PDF)
31. ↑  令和3年滋賀県統計書 (PDF)
32. ↑  令和4年滋賀県統計書 (PDF)